# Episodi di Detective Conan (ventiduesima stagione)
Questa è una lista degli episodi della ventiduesima stagione della serie anime Detective Conan.

## Lista episodi
| Nº Ja | Nº It | Titolo italiano Giapponese 「Kanji」 - Rōmaji - Traduzione letterale | In onda           | In onda          |
| Nº Ja | Nº It | Titolo italiano Giapponese 「Kanji」 - Rōmaji - Traduzione letterale | Giapponese        | Italiano         |
| 681   | 733   | Il rapimento - l'inizio - 「命を賭けた恋愛中継（中継開始）」 - Inochi o kaketa ren'ai chūkei (chūkei kaishi) – "La trasmissione dell'amore che rischia la vita (inizio della trasmissione)" | 5 gennaio 2013    | 15 gennaio 2016  |
| 681   | 733   | Takagi esce prima dal lavoro e si reca a un appuntamento. La mattina seguente, i Giovani Detective lo aspettano al quartier generale della polizia, ma Takagi non si presenta. Uno sconosciuto si avvicina ai ragazzi e consegna loro un pacco ordinando di recapitarlo alla fidanzata di Takagi e di farlo aprire immediatamente. Il pacco contiene un tablet modificato che permette di visualizzare in tempo reale Takagi, che si trova legato e imbavagliato su un'asse di legno appoggiata a un'impalcatura sospesa nel vuoto. |                   |                  |
| 682   | 734   | Il rapimento - la crisi - 「命を賭けた恋愛中継（絶体絶命）」 - Inochi o kaketa ren'ai chūkei (zettai zetsumei) – "La trasmissione dell'amore che rischia la vita (stato di crisi)" | 12 gennaio 2013   | 16 gennaio 2016  |
| 682   | 734   | La polizia riesce a scoprire che Takagi era partito per incontrare Wataru. Questo era morto in un incidente stradale e la sua fidanzata si era suicidata a causa del dolore provocato dalla scomparsa dell'amato. |                   |                  |
| 683   | 735   | Il rapimento - liberazione - 「命を賭けた恋愛中継（現場突入）」 - Inochi o kaketa ren'ai chūkei (genba totsunyū) – "La trasmissione dell'amore che rischia la vita (l'irruzione sulla scena del crimine)" | 19 gennaio 2013   | 16 gennaio 2016  |
| 683   | 735   | Conan riesce a scoprire che Takagi si trova su un'impalcatura in un'abitazione non particolarmente alta. Dopo avere individuato il luogo in cui si trova Takagi, Sato salta dall'elicottero e riesce a liberare il detective, proteggendolo anche dall'esplosione dell'ordigno. |                   |                  |
| 684   | 736   | Schiuma, vapore e fumo (prima parte) 「泡と湯気と煙（前編）」 - Awa to yuge to kemuri (zenpen) – "Schiuma, vapore e fumo (prima parte)" | 26 gennaio 2013   | 9 dicembre 2015  |
| 684   | 736   | Conan e Ai devono raggiungere i loro amici e chiedono a Subaru di accompagnarli in auto. Lungo la strada, i ragazzi incontrano Takagi e, poco dopo, da un palazzo precipita un uomo, presidente di un'agenzia pubblicitaria. Conan aiuta il detective a individuare tre sospettati che, poco prima, avevano ricevuto un messaggio di sfida dalla vittima. Ognuno dei tre sospettati riesce a dimostrare di avere un alibi: uno si stava versando della birra e nel bicchiere c'è ancora schiuma, un altro stava bevendo del caffè e la tazza è ancora calda, l'altro stava fumando una sigaretta e il mozzicone è ancora acceso. |                   |                  |
| 685   | 737   | Schiuma, vapore e fumo (seconda parte) 「泡と湯気と煙（後編）」 - Awa to yuge to kemuri (kōhen) – "Schiuma, vapore e fumo (seconda parte)" | 2 febbraio 2013   | 10 dicembre 2015 |
| 685   | 737   | Gli alibi dei tre sospettati sono piuttosto deboli. Conan è costretto a fare un po' di esperimenti per capire chi è colpevole. Mentre Subaru dorme in auto, Ai gli si avvicina cautamente e cerca di togliergli la sciarpa dal collo. Subaru, però, si sveglia e le impedisce di farlo. |                   |                  |
| 686   | 738   | Il furgone con la bomba a orologeria 「時限爆弾を乗せた車」 - Jigen bakudan o noseta kuruma – "L'auto con a bordo una bomba ad orologeria" | 9 febbraio 2013   | 16 gennaio 2016  |
| 686   | 738   | Una bambina dell'asilo chiede aiuto ai Giovani Detective per ritrovare la sua cagnolina, che è salita per errore sul furgone di un corriere. Mentre cercano l'animale, Conan s'imbatte in Takagi e Chiba, che stanno indagando su alcune esplosioni avvenute in città. Una coppia di ladri ruba il furgone sul quale l'attentatore ha posizionato la sua ultima bomba. |                   |                  |
| 687   | 739   | Il mistero della trappola di ghiaccio 「誰もとけない氷の罠」 - Dare mo tokenai kōri no wana – "La trappola di ghiaccio irrisolvibile" | 16 febbraio 2013  | 17 gennaio 2016  |
| 687   | 739   | Agasa e i Giovani Detective si recano a un festival di sculture di ghiaccio. Qui incontrano il sindaco del villaggio, che afferma di voler far terminare l'evento perché troppo costoso e inutile per la popolazione. Durante la notte, l'uomo viene ucciso all'interno di una delle costruzioni che compongono un hotel di ghiaccio. |                   |                  |
| 688   | 740   | Trenta milioni di yen 「高木刑事3000万円拾う」 - Takagi-keiji sanzen-man en hirou – "L'agente Takagi raccoglie 30 milioni di yen" | 23 febbraio 2013  | 17 gennaio 2016  |
| 688   | 740   | Mentre fa jogging, Takagi trova una borsa contenente trenta milioni di yen. Colui che viene a reclamarli afferma di avere perso la borsa la sera precedente, ma i Giovani Detective incontrano un distributore di giornali che sostiene che al mattino i soldi non si trovavano in strada. |                   |                  |
| 689   | 741   | Il messaggio del cliente 「依頼人からのメッセージ」 - Iraijin kara no messēji – "Messaggi dal cliente" | 2 marzo 2013      | 23 gennaio 2016  |
| 689   | 741   | Kogoro viene convocato da uno scultore che afferma di conoscere il nome del colpevole di un omicidio al quale aveva assistito qualche mese prima. Sul posto arrivano anche tutte le persone che avevano qualche legame con la vittima. Chi doveva fare da testimone, però, è morto, colpito da un oggetto contundente. |                   |                  |
| 690   | 742   | Il caso irrisolto di Yusaku Kudo (prima parte) 「工藤優作の未解決事件（前編）」 - Kudō Yūsaku no mikaiketsu jiken (zenpen) – "Il caso irrisolto di Yusaku Kudo (prima parte)" | 9 marzo 2013      | 12 dicembre 2015 |
| 690   | 742   | Ran, Sonoko e Sera trovano il cadavere di un uomo morto per emorragia interna dovuta a cirrosi epatica. Accanto al cadavere, però, è presente il kanji che corrisponde alla parola "morte" scritto con il sangue. Le ragazze sospettano, quindi, che l'uomo possa essere stato ucciso. Ran ricorda che, in passato, Shinichi le aveva parlato di un caso analogo durante il quale Yusaku, presente sulla scena del crimine in qualità di consulente della polizia, aveva dedotto che non si trattava di omicidio pur essendo presente la stessa scritta. Le ragazze si mettono in contatto con Shinichi per avere ulteriori informazioni sulla vicenda seguita da Yusaku. Shinichi rivela loro di avere a casa una foto della scena del crimine. Le ragazze, impazienti, entrano nella casa di Shinichi per cercare l'immagine. Okiya e Sera s'incontrano di persona. |                   |                  |
| 691   | 743   | Il caso irrisolto di Yusaku Kudo (seconda parte) 「工藤優作の未解決事件（後編）」 - Kudō Yūsaku no mikaiketsu jiken (kōhen) – "Il caso irrisolto di Yusaku Kudo (seconda parte)" | 16 marzo 2013     | 12 dicembre 2015 |
| 691   | 743   | Subaru spia Conan mentre utilizza il papillon che modifica la voce. Shinichi riesce a capire il motivo per cui Yusaku non ha mai rivelato la soluzione del delitto avvenuto anni prima e indica alle ragazze come risolvere il loro problema. Si scopre che l'uomo non era stato ucciso ma era morto a causa della sua malattia e che la parola "morte" si era formata casualmente a causa della caduta dal portafogli dell'uomo di alcune monete. |                   |                  |
| 692   | 744   | La fioritura dei ciliegi (prima parte) 「隅田川夜桜ルート（前編）」 - Sumidagawa yozakura rūto (zenpen) – "La notte del percorso della fioritura di ciliegio sul fiume Sumida (prima parte)" | 23 marzo 2013     | 24 gennaio 2016  |
| 692   | 744   | Kogoro viene convocato dalla polizia perché l'aggressore di alcuni impiegati di un'azienda ha chiesto che sia proprio lui a consegnare il riscatto. Utilizzando degli elettromagneti, l'uomo riesce a impossessarsi del denaro. Ran e Conan indagano sul personale dell'azienda per capire il motivo per cui Kogoro è stato coinvolto, scoprendo che un ex-dipendente era stato accusato di stalking, e si recano a casa dell'uomo, ma lo trovano morto per annegamento nella vasca da bagno. |                   |                  |
| 693   | 745   | La fioritura dei ciliegi (seconda parte) 「隅田川夜桜ルート（後編）」 - Sumidagawa yozakura rūto (kōhen) – "La notte del percorso della fioritura di ciliegio sul fiume Sumida (seconda parte)" | 30 marzo 2013     | 24 gennaio 2016  |
| 693   | 745   | Visto che Kogoro è malato, Conan si offre di registrare le sue deduzioni per poi sottoporle alla polizia e ai sospettati. Conan, però, effettua delle correzioni al video per dare un senso logico alle parole. |                   |                  |
| 694   | 746   | Il caso dei dolci scomparsi 「消えた老舗の和菓子」 - Kieta shinise no wagashi – "Il wagashi scomparso nel vecchio negozio" | 20 aprile 2013    | 23 gennaio 2016  |
| 694   | 746   | Durante le vacanze, Kogoro, Ran, Conan, Ran, Sonoko e i Detective Boys si recano a Kyoto. Le ragazze vogliono comprare i tipici dolci al cioccolato, ma sono spariti in tutti i negozi. Il presidente dell'azienda dolciaria chiede aiuto a Kogoro. Arriva anche Ayanokoji con il suo scoiattolo, ma è fuori servizio e deve chiamare il suo assistente Kurumazaki. Sospettata è una giovane ragazza di Osaka, ma Mitsuhiko scopre che, proprio come Ran, era alla ricerca dei dolci. Conan scopre la verità e rivela la soluzione sfruttando il fatto che Kogoro è già stato tramortito da Ran come punizione per aver bevuto eccessivamente durante un caso. I colpevoli sono i due chef, che hanno simulato il furto di dolci mai prodotti per non venderli durante il primo anniversario della morte del loro ex-capo, poiché li odiava. L'attuale presidente decide allora di non denunciarli alla polizia per truffa, ma soprattutto di non oltraggiare la memoria del suo predecessore. Quella notte, mentre Conan e gli altri dormono esausti in un albergo, la nave da guerra "Hotaka" è già ancorata al porto della baia di Maizuru e quella delle spie straniere con materiali esplosivi si avvicina alla costa dove si trova il faro. |                   |                  |
| 695   | 747   | Rose tra i vigneti 「葡萄畑に薔薇の花」 - Budō hata ni bara no hana – "Le rose nel vigneto" | 27 aprile 2013    | 30 gennaio 2016  |
| 695   | 747   | Kogoro, Ran e Conan si recano in una azienda agricola dove si produce vino. Due dei tre proprietari sono favorevoli a modificare il tipo di coltura per aumentare la produzione e creare una società con il proprietario di una catena di ristoranti. Il proprietario, contrario, viene ritrovato senza vita e i sospetti cadono sul ristoratore, privo di alibi. |                   |                  |
| 696   | 748   | Il mistero del vandalo in giardino 「花壇あらしの陰謀」 - Kadan arashi no inbō – "La cospirazione dell'aiuola tempestosa" | 4 maggio 2013     | 30 gennaio 2016  |
| 696   | 748   | I Detective Boys chiedono a Kogoro di aiutarli a scoprire chi è che ogni notte rovina l'aiuola allestita dai bambini presso il centro urbano del quartiere. Kogoro, seppur riluttante, si offre di sorvegliare il terreno. In questo luogo viene rinvenuto il cadavere della direttrice e Kogoro blocca un uomo che si trovava sulla scena del delitto. Questi confessa di essere il vandalo dell'aiuola, ma afferma di non avere compiuto l'omicidio. |                   |                  |
| 697   | 749   | La finestra dell'accademia 「女学園の窓」 - Onna gakuen no mado – "La finestra dell'accademia delle ragazze" | 11 maggio 2013    | giugno 2016      |
| 697   | 749   | Un'ex-compagna di classe di Ran e Sonoko si rivolge a Kogoro per riaprire il caso del suicidio di sua sorella maggiore. Conan scopre che è stata assassinata e smaschera chi l'ha uccisa con la voce di Kogoro. |                   |                  |
| 698   | 750   | Il caso del disco volante 「まさか! UFO墜落事件」 - Masaka! Yūfō tsuiraku jiken – "Non può essere! Il caso della caduta dell'UFO" | 18 maggio 2013    | 31 gennaio 2016  |
| 698   | 750   | La polizia trova il cadavere di un uomo che è stato schiacciato da un finto UFO. Il modellino dell'oggetto volante è stato sottratto da un laboratorio. |                   |                  |
| 699   | 751   | L'ombra sul segreto di Ai (prima parte) 「灰原の秘密に迫る影（前編）」 - Haibara no himitsu ni semaru kage (zenpen) – "L'ombra che si avvicina al segreto di Haibara (prima parte)" | 8 giugno 2013     | 18 aprile 2016   |
| 699   | 751   | I Giovani Detective ricevono l'anello che consente l'accesso al Mystery Train. Sera raggiunge i ragazzi al campeggio. Nel frattempo, Ai e i Detective Boys si recano a cercare legna per il fuoco, ma s'imbattono in un assassino che sta seppellendo la sua vittima. I quattro si rifugiano in una costruzione nel bosco, ma l'uomo li chiude dentro e appicca un incendio. |                   |                  |
| 700   | 752   | L'ombra sul segreto di Ai (seconda parte) 「灰原の秘密に迫る影（後編）」 - Haibara no himitsu ni semaru kage (kōhen) – "L'ombra che si avvicina al segreto di Haibara (seconda parte)" | 15 giugno 2013    | 19 aprile 2016   |
| 700   | 752   | Ai assume una compressa dell'antidoto e, dopo essere tornata adulta, libera i ragazzi utilizzando l'arma del delitto lasciata dall'assassino all'interno della baita. Mitsuhiko riprende Shiho con la fotocamera del telefonino e invia il video all'agenzia investigativa. Amuro, dopo essersi introdotto di nascosto nell'ufficio di Kogoro, vede il filmato. Anche Subaru è al PC mentre sorseggia del bourbon. |                   |                  |
| 701   | 753   | Viaggio sul Mystery Train - partenza - 「漆黒の特急（ミステリートレイン）（発車）」 - Shikkoku no Misuterī Torein (hassha) – "Il corvino Mystery Train (partenza)" | 13 luglio 2013    | 20 aprile 2016   |
| 701   | 753   | Sonoko ha procurato a Ran, Kogoro, Agasa, i Detective Boys e Sera i lasciapassare per l'accesso al "Mystery Train", un treno sul quale è stato organizzato un gioco di deduzioni. Inoltre, il mezzo trasporterà anche un prezioso gioiello di proprietà della famiglia Suzuki che potrebbe attirare l'attenzione di Kid. Durante il viaggio, ai ragazzi viene chiesto tramite una lettera d'indagare su un caso di omicidio che avverrà in una delle cabine. Ai nota l'uomo somigliante ad Akai uscire da una delle stanze. Durante le indagini, Ai e Sera s'incontrano. Masumi nota che c'è qualcuno che li sta spiando, cioè l'uomo somigliante ad Akai con la cicatrice. I ragazzi scoprono che la busta che conteneva il messaggio non fa parte del gioco organizzato sul treno. Quando Conan e Sera si recano a chiedere spiegazioni alla finta vittima, la trovano morta in una cabina chiusa dall'interno. |                   |                  |
| 702   | 754   | Viaggio sul Mystery Train - il tunnel - 「漆黒の特急（ミステリートレイン）（隧道）」 - Shikkoku no Misuterī Torein (zuidō) – "Il corvino Mystery Train (tunnel)" | 20 luglio 2013    | 21 aprile 2016   |
| 702   | 754   | Anche Amuro e Subaru si trovano sul Mystery Train. Subaru è in compagnia di una donna. Kogoro indaga sull'omicidio, accompagnato da Sera e Conan. Nel frattempo, Agasa scopre che i Detective Boys hanno inviato il video di Ai all'agenzia investigativa. Gin e Vodka si trovano alla stazione di Nagoya e hanno ricevuto da Vermouth la conferma che Sherry si trova sul treno. Ai riceve un messaggio da parte di Vermouth che le chiede: "Allora, dimmi, sei pronta?". Ai scappa dalla cabina e, quando sta per assumere nuovamente l'antidoto, la porta davanti a lei si apre e compare Okiya che le dice che è prevedibile come Akemi. |                   |                  |
| 703   | 755   | Viaggio sul Mystery Train - l'incrocio - 「漆黒の特急（ミステリートレイン）（交差）」 - Shikkoku no Misuterī Torein (kōsa) – "Il corvino Mystery Train (giunzione)" | 27 luglio 2013    | 22 aprile 2016   |
| 703   | 755   | Kogoro, Conan e Sera continuano a indagare. La donna che era in compagnia di Okiya incrocia la persona che somiglia ad Akai e gli sussurra qualcosa; subito dopo Sera affronta l'uomo e questi dimostra di conoscerla chiamandola "Masumi", mentre quest'ultima, dopo averlo riconosciuto, lo chiama "Shuichi, fratello mio". Sera, però, viene stordita con un taser e Akai invia un messaggio nel quale afferma che l'ostacolo è stato eliminato. Successivamente, l'uomo viene trovato a leggere l'elenco dei passeggeri. Conan aiuta Kogoro a risolvere il caso di omicidio. Akai sorveglia la stanza dove sono presenti Ran, Sonoko, Agasa e i ragazzi. A un certo punto, la donna misteriosa entra nella cabina di Akai: è Yukiko, che chiede a Sharon (rivelando che il membro dell'organizzazione era stata travestita da Akai sfregiato per tutto il tempo) di togliersi la maschera. Yukiko chiede a Vermouth di rinunciare ad Ai nel caso in cui il gruppo a sostegno di Shinichi si dimostri più forte. Intanto Okiya sdraia il corpo incosciente di Sera in una cabina e sorride stranamente quando lei, nel sonno, mormora il nome di Shuichi. |                   |                  |
| 704   | 756   | Viaggio sul Mystery Train - ultima fermata - 「漆黒の特急（ミステリートレイン）（終点）」 - Shikkoku no Misuterī Torein (shūten) – "Il corvino Mystery Train (destinazione finale)" | 3 agosto 2013     | 26 aprile 2016   |
| 704   | 756   | Conan, utilizzando la voce di Kogoro, spiega come l'assassino abbia potuto inscenare un delitto a porte chiuse. Nel frattempo, Yukiko parla con Vermouth e le dice che Shinichi presume che lei non abbia parlato ai suoi compagni del fatto che l'apotoxina rimpicciolisca le persone. Inoltre, Yukiko è a conoscenza del fatto che Sharon ha richiesto ad Itakura un particolare software che può avere qualche attinenza con la creazione del farmaco. Vermouth afferma, però, di avere scoperto che Yukiko vuole fingersi Shiho e far perdere le sue tracce all'organizzazione. Sharon aziona, quindi, dei fumogeni che fanno pensare ai passeggeri che ci sia un incendio a bordo. Ai, ormai tornata adulta, si reca verso il finto incendio separandosi da tutti gli altri. Qui, Shiho incontra Amuro che le rivela di essere Bourbon e che l'uomo somigliante ad Akai, nelle sue prime apparizioni, era lui, per confermare se il suo rivale era veramente morto. Amuro la conduce sul fondo del treno con l'intenzione di sganciare gli ultimi vagoni e fare in modo che Sherry venga prelevata dai suoi complici. Tuttavia scopre che Vermouth, volendo che Sherry muoia subito, ha riempito l'ultima cabina di bombe. Mentre sta cercando di far uscire Sherry dal vagone, un misterioso uomo avvolto dal fumo, somigliante fisicamente ad Akai ma con i vestiti di Subaru, appare alle spalle di Amuro e lancia una granata per separare la cabina in cui stava Shiho dal resto del treno. Il vagone esplode e sia Bourbon che Vermouth credono che Sherry sia morta. Alla stazione, però, Sharon vede Ai insieme agli altri e capisce che questo era tutto un piano di Conan: Yukiko l'aveva trattenuta nella cabina, mentre colei che Bourbon aveva fronteggiato era in realtà Kid, presente anche lui sul treno travestito, e il bambino lo ha convinto ad aiutarli per ripagare il favore di non averlo catturato, sicuro che il ladro sarebbe riuscito a scappare dall'esplosione. Vermouth si complimenta mentalmente per il piano senza dire niente ai suoi soci quando Amuro gli chiede di poter revisionare i file sulla morte di Shuichi. Okiya guarda tra la folla e apre per un istante il suo occhio sinistro: è identico agli occhi di Akai. |                   |                  |
| 705   | 757   | Conan nella stanza chiusa (prima parte) 「密室にいるコナン」 - Misshitsu ni iru Konan – "Conan all'interno della stanza chiusa a chiave" | 10 agosto 2013    | 27 aprile 2016   |
| 705   | 757   | Ai sgrida Conan e Agasa per non averla messa al corrente del piano organizzato sul Mystery Train. Successivamente, Ran, Kogoro e Conan accompagnano Sonoko ad allenarsi a tennis. Kogoro ha chiesto ad Amuro di aiutare Sonoko e Conan, che pensava di non rivederlo mai più, resta stupito della sua presenza. Conan viene colpito accidentalmente da una racchetta e perde i sensi. Al suo risveglio, Conan trova un cadavere che blocca la porta della stanza. |                   |                  |
| 706   | 758   | Conan nella stanza chiusa (seconda parte) 「謎解きするバーボン」 - Nazotoki suru Bābon – "Bourbon indaga" | 17 agosto 2013    | 28 aprile 2016   |
| 706   | 758   | Conan è convinto che l'uomo non sia morto per cause accidentali perché il sangue sulla ferita era già secco al momento del ritrovamento del corpo. Quando Conan scopre la verità sul caso sta per addormentare Goro con l'orologio narcotizzante ma Amuro si accorge di lui e quindi è costretto a metterlo via. Goro riesce a risolvere il caso anche grazie a dei suggerimenti fornitegli man mano da Conan. Vermouth e Bourbon si sentono a telefono e lei gli dice che ormai risulta inutile rimanere accanto a Goro dato che hanno portato a termine il loro piano, quello di sfruttare la sua vicinanza per arrivare a Sherry e ucciderla. Così facendo dunque Vermouth nasconde a Bourbon che in realtà Sherry non è morta sul Mystery Train. |                   |                  |
| 707   | 759   | Il riscatto di Goro 「はめられた名探偵」 - Hamerareta meitantei – "Il grande detective incastrato" | 31 agosto 2013    | 29 aprile 2016   |
| 707   | 759   | Un malvivente contatta Kogoro al telefono mentre questi si trova in un bar insieme a Ran e Conan. L'uomo si trova vicino a Kogoro e gli annuncia che, in quell'istante, in un altro luogo, sta avvenendo un incidente nel quale una persona perderà la vita. Questi si fa beffe di Kogoro perché, avendo un alibi di ferro, sa di non poter essere accusato del delitto. |                   |                  |
| 708   | 760   | Una lunga caduta 「ゆっくり落ちた男」 - Yukkuri ochita otoko – "L'uomo che cadde lentamente" | 7 settembre 2013  | 2 maggio 2016    |
| 708   | 760   | Mentre sono su un autobus, i Detective Boys notano due persone litigare sopra il tetto di un palazzo. Uno dei due uomini cade dall'edificio. Dopo avere confrontato l'orario della chiamata all'ambulanza con l'ora della caduta, i giovani detective si accorgono che il corpo dell'uomo sembra avere impiegato circa dieci minuti per schiantarsi al suolo. |                   |                  |
| 709   | 761   | Incidente al cantiere 「未確認衝撃事件」 - Mi kakunin shōgeki jiken – "Il caso dello scontro non confermato" | 14 settembre 2013 | 3 maggio 2016    |
| 709   | 761   | Kogoro, Ran e Conan passano per caso accanto a un cantiere edile dove si verifica un tragico incidente. Il proprietario della struttura viene travolto da alcuni tubi di metallo e muore sul colpo. La scientifica rileva che la cinghia che tratteneva i tubi è stata tagliata con un coltello, quindi, non si tratta affatto di un incidente, ma di un omicidio premeditato. L'assassino avrebbe dovuto scalare la catasta e, quindi, mostrarsi ai presenti per ucciderlo, ma, a parte la vittima nessuno dei tre operai attualmente in servizio si è avvicinato al luogo del delitto. Conan indaga per scoprire come è stato possibile causare questo finto incidente a distanza ed incastra l'assassino con la voce di Kogoro. Alcuni giorni dopo, accompagnato da Ran e Conan, Kogoro va a giocare a bowling in occasione dell'apertura ufficiale dell'edificio da gioco dove era stato commesso il delitto. |                   |                  |
| 710   | 762   | Delitto in ascensore (prima parte) 「みんなが見ていた（前編）」 - Minna ga mite ita (zenpen) – "Tutti stavano guardando (prima parte)" | 21 settembre 2013 | ottobre 2016     |
| 710   | 762   | Mentre stanno indagando su un caso, Conan e Heiji assistono al suicidio di un inquilino del palazzo in cui si trovano. L'uomo si è tolto la vita sparandosi in ascensore. Heiji afferma che, in realtà, si tratta di un omicidio e che l'assassino si trova ancora nel palazzo in quanto dopo la morte della vittima nessun inquilino ha abbandonato il palazzo. I vari inquilini del palazzo vengono così interrogati dalla polizia. |                   |                  |
| 711   | 763   | Delitto in ascensore (seconda parte) 「みんなが見ていた（後編）」 - Minna ga mite ita (kōhen) – "Tutti stavano guardando (seconda parte)" | 28 settembre 2013 | ottobre 2016     |
| 711   | 763   | Heiji e Conan risolvono il caso. Per far sembrare un suicidio, l'assassino ha utilizzato alcuni tablet appoggiati contro il vetro dell'ascensore. In serata, Kogoro offre alloggio a Heiji, a Kazuha e a Otaki presso la sua agenzia investigativa. Pochi istanti dopo, arriva una strana telefonata ad Otaki da parte di Heizo che gli chiede se crede nell'esistenza dei vampiri. |                   |                  |
| 712   | 764   | Heiji e la casa del vampiro (prima parte) 「服部平次と吸血鬼館（一）」 - Hattori Heiji to kyūketsuki yakata (ichi) – "Heiji Hattori ed il palazzo del vampiro (uno)" | 5 ottobre 2013    | 4 maggio 2016    |
| 712   | 764   | Conan, Heiji e gli altri, trovando sospetto il comportamento di Otaki, decidono di seguirlo e giungono in una villa dove si sta per tenere una riunione per una successione ereditaria. Un uomo, maggiordomo dell'abitazione, rivela al gruppo che il suo padrone ha iniziato ad assumere comportamenti simili a quelli di un vampiro. Inoltre, sei mesi prima una delle cameriere era stata trovata morta per dissanguamento con due fori sul collo. I potenziali eredi chiedono a Ran e Kazuha di andare a svegliare l'uomo che è solito dormire in una bara. Le due trovano il proprietario della villa ferito da un paletto conficcato nel cuore. Quando Conan e Heiji intervengono, il corpo sembra essere sparito. Durante la foto di famiglia, Ran e Kazuha notano un'altra apparizione del "vampiro". |                   |                  |
| 713   | 765   | Heiji e la casa del vampiro (seconda parte) 「服部平次と吸血鬼館（二）」 - Hattori Heiji to kyūketsuki yakata (ni) – "Heiji Hattori ed il palazzo del vampiro (due)" | 12 ottobre 2013   | 5 maggio 2016    |
| 713   | 765   | Kogoro e Otaki si recano alla polizia di Gunma per far analizzare il sangue trovato sulla bara e scoprono che è di tipo AB. L'uomo conferma che il suo padrone ha sangue di tipo A e che l'unica persona ad avere sangue AB era la povera cameriera assassinata. Improvvisamente, il suo padrone fa la sua terza apparizione spuntando a testa in giù di fronte a una finestra. Poco dopo, appare nel cielo un pipistrello e viene trovato il corpo senza vita di uno degli invitati. L'uomo spiega a Conan e Heiji che una figlia della ex-fidanzata del proprietario di casa è stata assunta come cameriera al posto della ragazza assassinata. Questa sostiene di essere benvoluta da tutti mentre l'uomo afferma che il suo padrone si lamentava spesso di lei. |                   |                  |
| 714   | 766   | Heiji e la casa del vampiro (terza parte) 「服部平次と吸血鬼館（三）」 - Hattori Heiji to kyūketsuki yakata (san) – "Heiji Hattori ed il palazzo del vampiro (tre)" | 19 ottobre 2013   | 6 maggio 2016    |
| 714   | 766   | Conan e Heiji scoprono che nei pressi della bara dove dormiva l'uomo è presente un passaggio segreto che conduce all'esterno. Inoltre, i due trovano lo specchio magico che ha permesso l'apparizione del finto vampiro nella fotografia di famiglia. Conan e Heiji pensano che l'uomo sia stato aiutato dalla figlia maggiore, ma nella foresta poco distante dalla villa viene trovato il corpo senza vita della donna. I custodi dell'edificio affermano che nessuno è uscito dalla villa. |                   |                  |
| 715   | 767   | Heiji e la casa del vampiro (quarta parte) 「服部平次と吸血鬼館（四）」 - Hattori Heiji to kyūketsuki yakata (shi) – "Heiji Hattori ed il palazzo del vampiro (quattro)" | 26 ottobre 2013   | 9 maggio 2016    |
| 715   | 767   | Heiji chiede a Kazuha di prendere il posto della cameriera e di immobilizzare l'assassino a colpi di arti marziali. Conan e Heiji risolvono brillantemente il caso trovando una spiegazione logica a tutti gli eventi sovrannaturali. I due svelano che il padrone di casa, sapendo di essere gravemente malato, si era già tolto la vita, ma prima aveva chiesto alla nuova cameriera di sbarazzarsi di tutte le persone che aspiravano alla sua eredità. Il messaggio, però, era stato intercettato. |                   |                  |
| 716   | 768   | Delitto in maschera (prima parte) 「能面屋敷に鬼が踊る（前編）」 - Nōmen yashiki ni oni ga odoru (zenpen) – "Il demone danzante nel palazzo della maschera Noh (prima parte)" | 2 novembre 2013   | 10 maggio 2016   |
| 716   | 768   | Kogoro riceve una lettera anonima nella quale è scritto che il proprietario del museo della maschera Noh è in pericolo di vita. Kogoro, Ran e Conan raggiungono il luogo. Le persone che stanno cercando di commettere l'omicidio sono: dirigente, contabile e gestore del museo. Dopo numerosi tentativi, muore, però, un conoscente del proprietario del museo giunto in quel luogo per parlare con lui. Successivamente, Ran e Conan vengono chiusi in uno stanzino dai tre. |                   |                  |
| 717   | 769   | Delitto in maschera (seconda parte) 「能面屋敷に鬼が踊る（後編）」 - Nōmen yashiki ni oni ga odoru (kōhen) – "Il demone danzante nel palazzo della maschera Noh (seconda parte)" | 9 novembre 2013   | 11 maggio 2016   |
| 717   | 769   | Conan e Ran riescono a fuggire. Intanto, il museo prende fuoco e, nell'incendio, rimangono uccisi il dirigente e il gestore del museo. Successivamente, viene aggredito il proprietario e la sua contabile viene uccisa per legittima difesa dall'assistente dell'uomo. Conan riesce ad intuire che anche quest'ultima è implicata nel caso. |                   |                  |
| 718   | 770   | Un triangolo fatale 「悪魔の回路」 - Akuma no kairo – "Il circuito elettrico del diavolo" | 16 novembre 2013  | 12 maggio 2016   |
| 718   | 770   | Una scrittrice invita Kogoro, Ran e Conan a Shizuoka per parlare dell'attività di Kogoro. Durante la serata, lei riferisce a Kogoro che ritiene che suo marito la tradisca con la sua assistente. Il giorno successivo, Kogoro trova le tre persone morte avvelenate nella loro abitazione. |                   |                  |